# Solomoneiland
Solomoneiland of Rerewhakaupoko is een eiland in Nieuw-Zeeland nabij Stewarteiland, niet te verwarren met de Salomonseilanden. Solomoneiland is 0,32 km² groot, en ligt ten noorden van Taukihepa/Big South Cape Island in het uiterste zuiden van Nieuw-Zeeland.  
Vroeger kwamen de vleermuissoorten Mystacina robusta als Mystacina tuberculata er voor, maar nu zijn beiden uitgestorven doordat in de jaren 1960 per ongeluk de rat op het eiland werd geïntroduceerd.